# Perruel
Perruel é uma comuna francesa na região administrativa da Normandia, no departamento de Eure. Estende-se por uma área de 5,38 km². Em 2010 a comuna tinha 474 habitantes (densidade: 88,1 hab./km²).